# Dreamfall: The Longest Journey
«Dreamfall: Бесконечное путешествие» (англ. Dreamfall: The Longest Journey, норв. Drømmefall: Den lengste reisen) — приключенческая компьютерная игра с элементами action-adventure и видом от третьего лица. Выпущена 17 апреля 2006 года норвежской компанией Funcom; сценарист и дизайнер — Рагнар Тёрнквист. Игра сочетает элементы фантастики и фэнтези.
Dreamfall не является второй частью The Longest Journey, вышедшей в 1999 году, эти игры являются самостоятельными произведениями, но их сюжеты дополняют друг друга, содержат общую вселенную и персонажей.
Dreamfall признана лучшей приключенческой игрой 2006 года по результатам опроса читателей портала Absolute Games.
21 октября 2014 года состоялся релиз прямого сиквела Dreamfall Chapters.

## Игровой процесс
Стиль Dreamfall наиболее близок к action-adventure: игрок имеет возможность не только решать загадки, но и участвовать в боях. Некоторые эпизоды игры включают в себя также элементы stealth-action — необходимость красться незаметно для врагов и систем слежения, взламывать электронные устройства и т. д. Персонаж Dreamfall может умереть — например, проиграв в рукопашной схватке.
Во многих ситуациях игрок может решить одну и ту же задачу разными методами — действовать скрытно, использовать грубую силу или искусство убеждения. Но в целом игровой процесс линеен, и выбранный стиль прохождения не влияет на финал.
Игра трёхмерная, персонажи управляются клавиатурой (движение) и мышью (поворот камеры, действие). Возможно и управление с помощью геймпада. В этом отличие Dreamfall от The Longest Journey, которая была традиционной рисованной приключенческой игрой в стиле «point and click» с управлением мышью.
Игрок управляет не одним персонажем, а в зависимости от сюжета периодически переключается на одного из трёх центральных персонажей — Зои Кастильо, Эйприл Райан или Киана Альване.
Необычность Dreamfall как приключенческой игры в том, что игровой процесс в основном заключается не в разгадывании загадок, которые здесь малочисленны и довольно просты, а в управлении взаимодействием персонажей и в путешествиях по игровому миру. Между пешими прогулками отображаются видеоролики на движке игры, поставленные в стиле кинофильма с длительными диалогами и возможностью выбора вариантов ответа. Это даёт возможность называть Dreamfall «интерактивным фильмом».

## Сюжет
Действие игры «Dreamfall» начинается спустя десять лет после событий, описанных в «The Longest Journey», и разворачивается в двух параллельных мирах: магической Аркадии и технологическом Старке, фактически являющемся Землёй XXIII века. В игре три ключевых персонажа. Зои Кастильо, главная героиня «Dreamfall», живёт в Старке; она расследует загадочное исчезновение своего друга и иные странные явления, которые в итоге приводят её в Аркадию. Эйприл Райан — одна из предводителей движения повстанцев, сражающихся против империи Азади, захватившей северные земли Аркадии. Киан Альване — опытный азадийский воин, посланный убить Эйприл. Каждый из этих трёх персонажей имеет своё особое видение единой истории, свои уникальные способности. Вначале три сюжетные линии развиваются независимо, но затем судьбы героев переплетаются воедино.

### Предыстория
В древности на Земле сосуществовали наука и магия, но человечество стало развиваться не самым удачным образом. Люди с помощью науки и магии получили огромную силу, научились даже двигать звёзды, стали кем-то вроде богов. Помимо людей существовала раса пришельцев — Драк Кинов (драконов), которые, испугавшись, что человечество уничтожит свою планету, решили разделить Землю на два независимых параллельных мира: Старк — мир, где правят наука и технология, и Аркадию — мир, где правит магия и обитают сказочные существа. Один из Кинов основал религиозное течение под названием «Часовые» или «Отцы». С помощью диска Баланса 12 часовых и 4 Драк Кина осуществили раздел. Шестеро часовых отправились в Старк, шестеро — остались в Аркадии. Так же разделились и драконы: двое — в Старке, двое — в Аркадии. В каждом из миров они создали Орден часовых и стали хранителями баланса. Людям было предложено самим выбрать в каком мире они будут жить. Контролирует баланс магии и науки Страж. Стражей готовит Орден. Каждый Страж во время своего правления находится в башне между мирами 1000 лет. Нарушение Баланса смертельно опасно для обоих миров. Перемещаться между Старком и Аркадией могут лишь Скользящие (люди, обладающие чрезвычайно редким умением, благодаря которому они способны к прямому физическому переходу) и Сновидцы (которые способны материализовываться в одном мире, пока их тело спит в другом). Однако и после раздела не всё было спокойно в мирах-близнецах: если в Аркадии Орден процветал, то в Старке о нём со временем забыли, а драконы стали персонажами сказок. И часовые во главе с одним из драконов подняли бунт. Недовольные основали движение под названием «Авангард». Авангард хочет вновь объединить два мира, а для этого им нужно подчинить Стража. Вот уже пятьсот лет они уничтожают потенциальных Стражей, проводя над ними эксперименты. К 2209 году (а именно в этом году происходят события первой игры) 12-й Страж был вынужден покинуть башню, так как его срок правления был окончен, а 13-го похитил Авангард. Башня осталась без Стража, а миры-близнецы — без присмотра и магия из Аркадии стала просачиваться в Старк. Эйприл Райан, жительнице Старка, обладавшей способностью Скользящей, удалось вернуть Стража и восстановить Баланс (её приключения составили сюжет игры «The Longest Journey»).
Восстановление Баланса по-разному отразилось на мирах-близнецах. В Аркадии, воспользовавшись хаосом, возникшим из-за событий первой игры, Северные земли захватили орды тиренцев. Их правление было недолгим: вслед за тиренами в Северные земли вторглась Азадийская Империя. Уничтожив их, Азади сами оккупировали север Аркадии и Меркурию. Орден часовых был уничтожен. Азади истребили все религии, отличные от их собственной, и отправили в гетто всех жителей города, имеющих отношение к магии. Азади презирают магию и двигаются по технологическому пути развития. Научно-технический прогресс в Азадийской Империи находится на уровне паровых технологий. Облик Меркурии изменился до неузнаваемости: Азади строят в её центре гигантскую башню непонятного назначения, уходящую вершиной в облака. Местные жители подняли против Азади движение Сопротивления, одной из лидеров которого является теперь Эйприл Райан. В Старке восстановление Баланса имело более сокрушительные последствия, так как технологии Старка слишком развились и к тому моменту приблизились к уровню магии. Это событие было названо Коллапсом. За последующие десять лет человечество сумело отойти от шока Коллапса, но Старк, как и Аркадия, значительно изменились. Международные коммуникации были восстановлены лишь благодаря возвращению к более старым технологиям. Была создана беспроводная информационная Сеть (англ. Wire), соединяющая всю электронику мира в единое целое. Вмешательство в инфраструктуру Сети является преступлением. Глобальное полицейское агентство «ОКО» (англ. The EYE) следит за порядком в мире, за сохранностью Сети и — посредством Сети — за всеми гражданами Старка. Фактически в Старке установлен тотальный информационный контроль под предлогом предотвращения очередного Коллапса.

### История

Аркадия.

Игра начинается с краткого вступления, где Брайан Вестхауз, находясь в монастыре в Тибете в Гималаях, готовится перенестись в Аркадию. Но вместо этого он попадает в Мир Снов — место между Старком и Аркадией. Он видит некоего Странника, который обвиняет Брайана в том, что тот привёл за собой Бессонное. Затем Брайан видит, как с неба на него набрасывается тёмная масса с щупальцами. Далее действие переносится в далёкое будущее в больничную палату, где 20-летняя Зои Кастильо лежит в глубокой коме. Надеясь, что её кто-нибудь услышит, Зои начинает мысленно рассказывать свою историю.
В Старке идёт 2219 год. Японская корпорация «ВАТИ», специализирующаяся на развлечениях и игрушках, собирается вывести на рынок новый товар — дример (англ. Dreamer console), использующий технологию чтения, трансляции и индукции сновидений. Дример позволяет видеть осознанные сны «на заказ». Трансляция снов осуществляется посредством Сети «Дрим-Нет», центр которой — суперкомпьютер «Айнгана». Параллельно Сеть сотрясают помехи, названные Шумом (англ. Static), которые приводят к различного рода инцидентам, в которых гибнут люди. В это время живущая в Касабланке Зои страдает меланхолией, бесцельно убивая своё время, так как незадолго до этого она бросила университет, осознав, что биоинженерия не для неё. Однажды Зои начинает видеть на экранах телевизоров что-то похожее на статичные помехи, которые затем преобразуются в заснеженный пейзаж, посреди которого стоит маленькая черноволосая девочка и шепчет: «Ты должна найти её. Найди Эйприл. Спаси её». Через некоторое время её бывший парень Реза Темиз (журналист, пишущий журналистские расследования под псевдонимом Иерихон) просит её съездить в компанию «Джива», где одна из сотрудниц Хелена Чанг должна отдать ей предназначенный ему пакет данных. В «Дживе» Зои, к своему ужасу, становится свидетелем того, как Чанг чуть было не убивают. Зои помогает той сбежать, после чего Чанг отдаёт девушке пакет и убегает, ничего толком не объяснив.
Зои идёт домой к Резе, но находит там только лежащее на полу бездыханное тело девушки, рядом с которой лежит круглое устройство, из которого к её лицу тянется органическая конструкция, похожая на цветок. Тут же в квартиру вбегают солдаты «ОКО» и арестовывают Зои. После долгого допроса её всё-таки отпускают, когда понимают, что она ничего не знает о происходящем. Зои пытается выйти на связь с Резой, но всё время попадает на автоответчик. Затем, её домашний робот-ватилла Вонкерс проигрывает экстренное сообщение от Резы (которое Реза запрограммировал так, чтобы Вокерс воспроизвёл его на случай, если Реза по истечении определённого срока не выйдет с ним на связь). В сообщение Реза говорит Зои, что в тайнике в его квартире спрятана резервная копия его блокнота, на котором находятся все данные о журналистском расследовании, над которым он работает. Если Зои станет доподлинно известно, что Реза попал в беду, то она должна будет отдать блокнот редактору «Карающей Десницы», где работает Реза, но перед этим ей придётся расшифровать данные. Их общая подруга Оливия Демарко начинает расшифровку и обнаруживает один не зашифрованный файл, из которого следует, что Реза собирался отправиться в США в Ньюпорт и встретиться с неким Чарли Брауном. Хотя Оливия тоже говорит, что Зои следует отдать всю информацию редактору Резы, Зои чувствует, что она не может сидеть сложа руки и отправляется в Ньюпорт.
Найдя Чарли (который оказывается старым другом Эйприл Райан) она узнаёт, что Реза приходил к нему в тот день, когда Зои схватило «ОКО». Резу очень интересовало место, где Чарли раньше жил — студенческий пансион «Кордон» (теперь отель «Виктория»). Пробравшись туда Зои находит улики, подтверждающие, что Реза действительно там был. Заодно она обнаруживает, что отель вовсе не отель: в его комнатах в ужасных условиях содержатся наркотически-одурманенные люди, подключённые к устройствам, аналогичным тому, что было подключено к девушке в квартире Резы. Заодно, когда Зои взламывает пульт видео-наблюдения, она на одном из мониторов снова видит ту самую девочку, которая в конечном итоге приводит её в комнату, где в шкафу главная героиня находит видеографию с Чарли, Эйприл и их третьей подругой Эммой Де Врьер. Зои показывает видеографию Чарли и тот, позвав Эмму, рассказывает ей об исчезновении Эйприл 10 лет назад. Затем Эмма рассказывает, что после этого она начала собственное расследование и узнала, наконец, о существовании Аркадии. После этого на Зои внезапно нападают агенты «ВАТИ», которые вводят ей некий наркотик и насильно соединяют её с круглым устройством. Зои засыпает и во сне она переносится вначале в Зиму — пустынный снежный мир, в котором живёт та самая девочка, которая вновь повторив фразу, что Зои должна спасти Эйприл, выталкивает её из своего мира. Зои приходит в себя в Аркадии, где после небольшой череды событий находит Эйприл, но та и слышать ничего не хочет о девочке и её предупреждениях. Поскольку Зои, в понимании Эйприл, является Скользящей, но ещё не умеющей пользоваться своим даром, то Эйприл зовёт на помощь свою сообщницу На’ан, которая пытается ввести Зои в гипнотический транс, чтобы перебросить её в Старк. Неожиданно Зои исчезает, но её одежда остаётся на месте, а На’ан говорит, что Зои явно не Скользящая.
Проснувшись в Старке Зои с удивлением узнаёт от Чарли, что её тело всё это время было здесь и никуда не исчезало. Затем поступает звонок от Оливии, которая сообщает, что ей удалось дешифровать записки Резы, и что Реза после Ньюпорта собирался отправиться в Японию в штаб-квартиру «ВАТИ», где должен был встретиться с программистом Дэмиеном Кавано. В то же время Апостол Азади Киан Алване получает задание от Шести Императриц Азади: уничтожить мятежного Скорпиона, который препятствует на Севере распространению их религии (этим Скорпионом является Эйприл). Зои находит Дэмиена и тот рассказывает ей, что он был в числе тех, кто работали над созданием устройства под названием «Дример» (проект носит кодовое имя «Альхера»), который был задуман, как масштабное развлечение — с его помощью человек сможет увидеть яркие осознанные сны. Но случайно Дэмиен и его коллега Рио Куроки узнали, что эта технология может быть использована не только для развлечений, но и для массовой промывки мозгов. Они решили рассказать миру об этом посредством прессы и их выбор пал на «Карающую Десницу», для чего Рио уехала в Касабланку на встречу с Иерихоном (это тело Рио Зои видела в квартире Резы). Дэмиен так же сообщает, что ещё до того, как они с Рио выяснили замысел «ВАТИ», в «Дрим-Нет» проник некий вирус, который, как бы, утекал в Сеть, из-за чего и появился этот Шум.
Дэмиен, узнав о возможной смерти Рио, решает всё же сделать попытку раскрыть этот заговор про связь между Шумом и «Альхерой». Для этого Зои, следуя его инструкциям, проникает в ядро «ВАТИ» и внедряет троян для считывания информации в супер-компьютер «Айнгану». После этого у компьютера начинается аварийная перезагрузка и, в поисках обратного выхода, Зои попадает в лифт, где на мониторе опять видит девочку, после чего лифт привозит её к Элвину Питсу — основателю «ВАТИ», который, якобы, скончался много лет назад (впрочем, то, что видит Зои — человекообразное слепое существо, соединённое трубками с компьютерами, — меньше всего походит на человека). Питс в ярости и панике, потому что он тоже видит эту таинственную девочку, которая, по его мнению, разрушает Сеть. Затем он внезапно говорит, что знает Зои благодаря снам Иерихона, которые он забрал, когда Реза был подключён к Дримеру, и что когда Зои была подключена к Дримеру, то её сны, как у других, он почему-то забрать не смог. Зои всё же удаётся сбежать из здания штаба. Тем временем в Аркадии Эйприл Райан следит за загадочным властным человеком в капюшоне, которого Азади называют Пророком, под руководством которого строят свою циклопическую Башню. Следуя за Пророком, Эйприл попадает в обширные пещеры под Меркурией и затем в место, которое называется «Палатой Сновидений». Она входит в «Палату» в тот самый момент, когда Зои в Старке приближается к «Айнгане», и перегрузка компьютера совпадает с мощным выбросом энергии в Палате сновидений. Эйприл слышит в этом сгустке энергии тысячи человеческих голосов.
Ничего не понимающая и обеспокоенная, она отправляется на поиски ответов и добирается до 13-го Стража, но тот уверяет её, что все эти странные происшествия не несут угрозы Балансу, и что чтобы не происходило теперь, от неё это уже не зависит. Однако, он подтверждает мысли Эйприл, что с мирами-близнецами творится что-то неладное: если раньше сны Аркадии утекали в Старк, то теперь всё наоборот. По словам Стража, что-то странное происходит в Мире снов и он не в силах повлиять на это. В Старке Зои, остановившись у Дэмиена, покуда троян считывает информацию, решает вернуться в Аркадию, чтобы попытаться понять, почему девочка просит её спасти Эйприл Райан. Дэмиен вводит ей наркотик и подключает её к Дримеру. Когда Зои уже окончательно засыпает, Дэмиен неожиданно произносит характерную фразу, которую она слышала от Резы. На свою беду в Меркурии она появляется в многолюдном месте, где её хватают Азади и, обвинив в колдовстве, бросают в Монашью Темницу. Эйприл узнаёт об этом и делает попытку вытащить её. В какой-то момент она сталкивается с Кианом, который, не подозревая, что она и есть Скорпион, затевает с ней ожесточённый спор о действиях Азади в Северной Аркадии. В споре Эйприл удаётся немного приоткрыть Киану глаза на истинное положение вещей. Затем Эйприл освобождает Зои из тюрьмы, но снова отказывается слушать её «бредни» о девочке и опасности, и отправляется в тайный посёлок повстанцев, расположенный среди болот.
Расстроенная Зои встречает Брайана Вестхауза, который, выслушав её, решает, что ей следует обратиться за помощью к Белой Леди из Рода Драк (дочери Белой Драконицы, которая вынуждена теперь носить человеческий облик, потому что чувствует, что за Драк Кинами кто-то охотится и это не человек). Увидев Зои Белая Леди с удивлением говорит, что Зои как будто и стоит перед ней и в тот же момент её тут нет. Зои в отчаянии просит её помочь перенестись если не домой в Старк, то туда, где она больше всего сейчас нужна. Белая Леди просит девушку подойти поближе и неожиданно шепчет: «Ты должна найти её. Где бы она не была, именно там ты нужнее всего». Неожиданно Зои исчезает. Тем временем в Меркурии Азади врываются в трактир «Путник», который был прибежищем повстанцев. Киан арестовывает владелицу трактира Бенриму Салмин и случайно оказавшуюся там На’ан. Последняя под угрозами Киана соглашается отвести его к Скорпиону в обмен на то, что Бенрима и остальные арестованные будут отпущены. Зои появляется в посёлке повстанцев. Там же Эйприл встречается с На’ан, которая говорит, что привела посланца с вестями о Бенриме (повстанцы не знают, что Бенрима отпущена). На месте встречи Эйприл неожиданно встречает Киана, но тот, увидев Эйприл и не поняв, что это она Скорпион, успокаивает её и признаётся, что сильно переосмыслил всю ту веру, которой следуют Азади. Неожиданно объявляется целая армия Азади и нападает на посёлок. Эйприл получает удар копьём и падает в болото. Киана арестовывают, обвинив в измене. Зои, которая всё это видела в отдалении, подбирают подручные Эйприл и дают ей понюхать какого-то порошка, после чего девушка возвращается в Старк.
Дэмиена она не находит, но из оставленного сообщения узнаёт, что тот решил затаиться на время и сбить агентов «ВАТИ» со следа. Заодно выясняется, что троян считал всю нужную информацию и выяснилось, что первое появление Шума произошло где-то в России недалеко от Санкт-Петербурга. Приехав туда, Зои обнаруживает заброшенную фабрику игрушек (очевидно являвшуюся российским подразделением «ВАТИ»), а под ней некое подобие лаборатории, где всё было сосредоточено на наблюдении некого испытуемого, чья камера была стилизована под детскую комнату. Зои находит дата-куб с данными, из которых узнаёт всю правду: компания «Джива» (где Зои искала в начале игры Хелен Чанг) была подразделением «ВАТИ». Здесь, в подпольной лаборатории, на маленькой девочке Вере тестировали «Морфей» — наркотик, который в свою очередь применяли к тем, на ком тестировали дримеры («Морфей» погружал человека в сон и способствовал возникновению фазы сновидений), — и в какой-то момент Вера умерла от передозировки.
Так ничего и не добившись, расстроенная Зои возвращается домой в Касабланку. Там её поджидает Хелена Чанг, которая признаётся, что Вера была заранее создана для некого эксперимента, после которого Чанг собиралась наконец отдать девочку в приёмную семью, чтобы та жила нормальной жизнью, но «ВАТИ» решила тестировать на Вере «Морфей». На момент смерти Вера была подключена к дримеру (и, к тому же, ей снился какой-то, по словам Чанг, очень важный для неё сон), из-за чего её сознание переместилось в «Айнгану» (Чанг поясняет, что девочка, которая находится в Зиме, может быть даже не Верой, а только её воспоминанием или сущностью). Чанг просит Зои встретиться с Верой и убедить её уйти в небытие, чтобы таким образом прекратить Шум, который нарушает работу Сети и грозит миру вторым Коллапсом. Она поясняет, что только Зои может убедить Веру прекратить Шум, потому что именно ей она является на экранах. При помощи дримера Зои возвращается в Зиму, где Вера сообщает ей, что незадолго до этого здесь была некая «белая леди», которая сообщила, что Зои спасла Эйприл и что Зои и Вера — сёстры. Вера поясняет, что они сёстры именно в биологическом плане — у них одна мать, хотя Зои не удаётся добиться от неё конкретного ответа; мать Зои умерла, когда ей было всего пять лет. После чего, признав доводы Зои по отношению к Шуму, Вера засыпает и исчезает, оставив Зои в одиночестве. Это приводит к серьёзному сбою «Айнганы», и, воспользовавшись возникшим замешательством, помощники ещё одного руководителя «Альхеры» Саманты Гилмор убивают Элвина Питса и берут под контроль «ВАТИ» и сам проект. Зои так и не просыпается, потому что Чанг вводит ей большую дозу «Морфея» и девушка остаётся в коме. Чанг не объясняет своих действий и говорит только, что у неё нет иного выхода.
Действие снова переносится в больничную палату, куда приходит Реза, и расстроенный отец Зои Габриэль говорит ему, что Зои умирает. В этот момент рядом с ними появляется нематериальная Зои и, глядя на Резу, произносит: «Осторожно, папа, это не он». Затем она оказывается в Мире Снов и рассказывает свою историю встреченному там Страннику. Затем спустя три месяца показывается телереклама, сообщающая, что в продажу поступила консоль «Дримтайм», которая «изменит навсегда понятие слова „отдых“». После идёт краткий ролик, показывающий, как Башня Азади в Меркурии начинает накапливать сны. После титров идёт надпись «Бессонное уже освободилось…» и краткий ролик, где в 1933 году Брайан Вестхауз с трудом идёт по заснеженному Тибету. Здесь его находит Мэни Шавез, который, со словами «Будущее ждёт нас», протягивает ему руку.

## Персонажи

### Основные персонажи

#### Зои Кастильо
Зои живёт в Касабланке с отцом. Недавно бросила университет и рассталась со своим другом Резой, с которым её связывали серьёзные отношения. Находится в «поисках себя», то есть страдает хандрой и апатией, валяется целыми днями перед телевизором и ничем не хочет заняться. Она не помнит даже, какой сегодня день недели. Но однажды вокруг Зои начинают происходить странные события, которые заведут её очень далеко и заставят пройти через множество приключений.

#### Эйприл Райан
Десять лет назад Эйприл отправилась в путешествие, которое изменило ход истории. За эти годы наивная девушка превратилась в недоверчивую женщину. Мир стал для неё ловушкой. Она потеряла веру в человечество и, чтобы заглушить голоса внутренних демонов, встала на путь борьбы и лишений.

#### Киан Альване
Киан является апостолом азади, элитным рыцарем-убийцей посвятившим свою жизнь службе Шести Императрицам азади и Богине (монотеистическому божеству, которому поклоняются все подданные Империи азади). Поначалу Киан не видит разницы между службой Шести и службой Богине, и его наставнику Гармону Кумасу это не по душе. Киан проживает в Садире, столице Империи, хотя с готовностью покидает его ради исполнения заданий. Шесть Императриц посылают Киана в Меркурию чтобы найти и убить лидера повстанцев, которого азади прозвали «Скорпионом». Арестован за измену.

### Второстепенные персонажи
- Вера (англ. Faith) — маленькая девочка, которая появляется перед Зои на всевозможных телеэкранах, умоляя её спасти Эйприл Райан. Является возможной причиной Шума в Сети. Ушла из Сети с помощью Зои.
- Реза Темиз (англ. Reza Temiz) — журналист, расследующий тайны проекта «Алькера». В недавнем прошлом — парень Зои, теперь просто хороший друг. Исчез при загадочных обстоятельствах.
- Пророк (англ. Prophet) — загадочный персонаж, курирующий строительство азадийцами гигантской башни в Маркурии, уходящей вершиной в облака. Власти Азади относятся к Пророку с чрезвычайным уважением и следуют его советам, что крайне нетипично для их матриархальной культуры.
- Элвин Питс (англ. Alvin Peats) является основателем и бессменной главой корпорации WATI, изобретатель способа дигитализировать сны, куратор проекта «Алькера». Убит помощниками мисс Гилмор.
- Оливия ДеМарко (англ. Olivia DeMarco) — лучшая подруга Зои, специалист по компьютерным технологиям. Ей принадлежит небольшой электронный магазинчик в Касабланке. Покинула Касабланку из-за засечки полиции.
- Бенрима Салмин (англ. Benrime Salmin) — хозяйка таверны «Путник» в городе Маркурия, подруга Эйприл. Помогает Эйприл и другим повстанцам бороться против оккупационных сил азади.
- Брайан Вестхауз (англ. Brian Westhouse) — путешественник, проживающий в Аркадии. Его взаимоотношения с Бессонным до конца не ясны. Фигурирует в предисловии, в некоторых игровых эпизодах и в послесловии (после финальных титров).
- Ропер Клакс (англ. Roper Klacks) — хозяин магической лавки. В «The Longest Journey» представлен как злой алхимик, живущий в заколдованном замке. В Dreamfall он утверждает, что изменился и исправился под влиянием Эйприл.
- Ворон (англ. Crow) — говорящая птица. Ворон был главным помощником Эйприл в первой части игры и продолжает им оставаться во второй, пока в один момент не решает следовать за Зои.
- Девушки-близнецы (англ. Girls-twins) — две девушки похожи друг на друга как две капли воды. Преследовали Зои. Возможно работали на директора фирмы WATI.
- Хелен Чанг (англ. Helen Chang) — сотрудница организации «Джива».
- Габриэль Кастильо (англ. Gabrielle Castillo) — отец Зои Кастильо. Большую часть игрового времени Габриэль проводит в разъездах, поэтому его роль в игре вызывает спорные вопросы, вплоть до того, что Габриэль — тот, кто имеет влияние на оба мира.
- Бессонное (англ. Undreaming) — неведомая злая сила.

### Актёры
- Зои Кастильо — Эли Конрад Ли (дублирует Елена Ивасишина)
- Эйприл Райан — Сара Гамильтон (дублирует Полина Щербакова)
- Киан Альване — Гэвин О’Коннор (дублирует Владимир Вихров)
- Ворон — Роджер Рейнес (дублирует Сергей Бурунов)
- Реза Темиз — Майкл Фицджералд (дублирует Дмитрий Полонский)
- Оливия ДеМарко — Мэри Хили (дублирует Юлия Лобанова)
- Вонкерс — Джек Эйнджел (дублирует Денис Некрасов)
- Дэмиан Кавано — Виктор Бурк (дублирует Владислав Копп)
- Хелена Чанг — Айрис Куинн (дублирует Елена Соловьёва)
- Брайан Вестхауз — Ральф Байерс (дублирует Василий Бочкарёв)
- Белая из рода Драйк — Дженни Мехер (дублирует Юлия Лобанова)
- Элвин Питс — Джонатан Дау (дублирует Всеволод Кузнецов)
- Габриэль Кастильо — Патрик Фитцсимонс (дублирует Владимир Зайцев)
- Бенрима Салмин — Кордис Хёрд (дублирует Елена Чебатуркина)
- Чарли Браун — Дэррил Алан Рид (дублирует Олег Вирозуб)
- Эмма де Вриер — Джулия К. Мёрни (дублирует Светлана Малюкова)
- Маркус Крозье — Брайан Блум (дублирует Юрий Брежнев)
- Слепой Боб — Андре Соглиуззо (дублирует Никита Прозоровский-Семёнов)
- Дурочка Клара — Рут МакКейб (дублирует Татьяна Сергеева)
- Чаван — Квеси Амеяу (дублирует Никита Прозоровский-Семёнов)
- Бринн — Мэттью Кинэн (дублирует Николай Быстров)
- На’ане — Хади Уолвош (дублирует Елена Кищик)
- Минструм Магда — Дирдри Доннелли (дублирует Елена Соловьёва)
- Саманта Гилмор — Марика Хендрикс (дублирует Елена Кищик)
- Эмисар Сестра Сахия — Джейд Юрелл (дублирует Елена Борзунова)
- Капитан Вамон — Гаррет Ломбард (дублирует Никита Прозоровский-Семёнов)
- Надзиратель Муррон — Джонатан Дау (дублирует Григорий Шевчук)
- Джама Мбайе — Ванесса Джонс (дублирует Елена Борзунова)
- Гармон Кумас — Дэвид Гудолл (дублирует Владимир Зайцев)
- Ропер Клакс — Ральф Байерс (дублирует Юрий Меншагин)
- Вера — Джорджия Пирс (дублирует Лида Легоцкая)
- Доктор Джанин Парк — Джулия К. Мёрни (дублирует Елена Кищик)
- Люсия — Марика Хендрикс (дублирует Татьяна Сергеева)
- Странник — Алан Стэнфорд (дублирует Юрий Брежнев)
- Кара — Анна Савва (дублирует Елена Соловьёва)
- Капитан Бэйлсэй Бачим — Алан Стэнфорд (дублирует Григорий Шевчук)
- Ари Кинрин — Даги Уоллес (дублирует Дмитрий Полонский)
- Проводник Теней — Джонатан Дау (дублирует Владислав Копп)
- Учёные из лаборатории «ВАТИ» — Джейд Юрелл (дублирует Елена Чебатуркина) и Роджер Грегг (дублирует Пётр Коршунков)
- Кортез — Хавьер Фернандес-Пенья (дублирует Всеволод Кузнецов)

## Будущее
1 марта 2007 года разработчиками было анонсировано продолжение игры. Оно будет называться Dreamfall Chapters и состоять из отдельных глав, распространяемых через Интернет по каналам цифровой дистрибуции. Детальная информация о проекте не опубликована.
Dreamfall полон недоговорённостей, большая часть его сюжетных линий не завершена, что вызывает некоторую схожесть с известным сериалом Lost. После окончания игры у игрока остаётся масса вопросов. Эти вопросы были заданы игроками автору игры Рагнару Тёрнквисту в комментариях к его блогу. Тёрнквист заметил, что все ответы будут даны в продолжении игры.
Тёрнквист также упоминал, что разработчики рассматривали вариант производства художественного фильма, основанного на The Longest Journey и (или) на Dreamfall, но сочли эту идею труднореализуемой на данный момент.

## Локализация
Локализацией игры на русский язык занималась компания Lazy Games с последующим изданием компанией Новый Диск. Работа над локализацией была начата в марте 2006-го года и перешла на стадию тестирования в августе. Диски с игрой были отправлены в печать 26 октября 2006 года.
В локализации игры участвовало более 20 профессиональных актёров. 70 часов записи студии в результате превратились в 10 часов русского звука.
В результате сотрудничества Lazy Games со Snowball.ru, локализаторами оригинальной The Longest Journey, главных и некоторых второстепенных персонажей, которые встречаются в обеих играх, озвучили одни и те же актёры.
Так, русским голосом Эйприл Райан в обеих частях игры стала Полина Щербакова, а Ворон был озвучен Сергеем Буруновым. Зои Кастильо говорит голосом актрисы Елены Ивасишиной, а Киана Алване озвучил Владимир Вихров. Голосом Брайана Вестхауза стал народный артист России Василий Бочкарёв, Реза Темиз — Дмитрий Полонский, Оливия ДеМарко — Юлия Лобанова, роль Чавана озвучил актёр Никита Прозоровский. Полный список актёров, озвучивших русскую версию Dreamfall, доступен на сайте Lazy Games.
Русская локализация получила множество положительных отзывов как от прессы, так и от игроков. Журнал «Игромания» отметил, что «голоса главных героинь — Зои и Эйприл — настолько точно передают их характеры, что местами даже превосходят оригинальную озвучку».

## Музыка
Большая часть музыки к игре была написана композитором Леоном Уиллеттом (Leon Willett) и издана отдельным альбомом в августе 2006 года. Альбом содержит не только симфоническую музыку Леона Уиллетта, но и несколько дорожек авторства других музыкантов. В том же 2006 году альбом был номинирован на MTV Video Music Awards в категории «Лучшая музыка для компьютерной игры», но награду получила музыка к игре The Elder Scrolls IV: Oblivion.
| - 1. Dreamfall Theme / Tibet Monastery — 2:39 - 2. The Hospital Room (vocals by Vivi Christensen) — 2:23 - 3. Casablanca — 3:41 - 4. Jiva — 2:25 - 5. Reza’s Apartment — 3:49 - 6. Northlands Forest — 3:13 - 7. Newport — 2:59 - 8. The Underground Cave — 2:40 - 9. Marcuria — 2:44 - 10. Meeting April Ryan / April’s Theme — 2:22 - 11. Necropolis — 1:49 | - 12. Sadir — 3:17 - 13. WATI Corp — 6:04 - 14. The Swamplands — 3:15 - 15. Kian’s Theme — 2:54 - 16. Zoë's Theme (bonus track) — 1:28 - 17. St. Petersburg by Simon Poole — 2:00 - 18. The Factory by Simon Poole — 1:12 - 19. Lana and Maud (edit) by Slipperhero — 2:09 - 20. Clay (edit) by Octavcat — 2:36 - 21. Rush by Ingvild Hasund — 3:16 - 22. Faith by Morten Sørlie — 9:31 |

Звучащие в игре баллады норвежского музыканта Эвена Йохансена, поющего под псевдонимом Magnet, не вошли в этот альбом, но CD с ними был включён в состав специального издания игры, «Limited edition».
| - 1. Be With You — 5:34 - 2. My Darling Curse — 4:26 - 3. The Pacemaker — 5:01 - 4. Nothing Hurts Now — 3:44 |

## Отзывы и оценки
| Сводный рейтинг | Сводный рейтинг | Сводный рейтинг |
| Издание         | Оценка          | Оценка          |
| Издание         | PC              | Xbox            |
| --------------- | --------------- | --------------- |
| GameRankings    | 77,48 %         | 75,06 %         |

- Домашний ПК (недоступная ссылка) — Лучшая adventure 2006 год
- Absolute Games — Лучшая adventure 2006 года
- GamesLife — Лучшая adventure 2006 года
- ЛКИ — 88 %
- Игромания — 8,5 из 10
- Страна игр — 8,5 из 10
- PlayGround.ru — 8,4 из 10
- Absolute Games — 81 %
- GamesLife.ru — 8,0 из 10
- Just Adventure (англ.) — A (высший балл)
- GameSpy (англ.) — 10 из 10
- AceGames (англ.) — 10 из 10
- Yahoo! Games (англ.) — 9,0 из 10
- GameZone (англ.) — 8,6 из 10
- Gamespot (англ.) — 8,1 из 10